# 捕捉！觸摸！耀西！
《捕捉！觸摸！耀西！》是任天堂開發與發行的平台遊戲，對應任天堂DS遊戲機，2005年全球發行。2006年，神遊科技在中國大陸iQue DS發行遊戲，題為「摸摸耀西－云中漫步」。
遊戲的Metacritic匯總得分為73/100。